# Agrinierit
Agrinierit ist ein sehr selten vorkommendes Mineral aus der Mineralklasse der „Oxide und Hydroxide“ mit der idealisierten chemischen Zusammensetzung K2Ca[(UO2)3O3(OH)2]2·5H2O und ist damit chemisch gesehen ein Kalium-Calcium-Uranyl mit zusätzlichen Hydroxidionen.
Agrinierit kristallisiert im orthorhombischen Kristallsystem und entwickelt meist tafelige, senkrecht zur c-Achse abgeflachte sowie durch Zwillingsbildung pseudohexagonale Kristalle. Die Oberflächen der durchsichtigen bis durchscheinenden und orangefarbenen Kristalle weisen einen harz- bis fettähnlichen Glanz auf.

## Etymologie und Geschichte
Erstmals entdeckt wurde Agrinierit zusammen mit Rameauit im Uranbergwerk von Margnac („Mine de Margnac“) in der französischen Gemeinde Compreignac. Die Erstbeschreibung erfolgte durch Fabien P. Cesbron, W. L. Brown, Pierre Bariand und Jacques Geffroy, die das Mineral nach Henri Agrinier (1928–1971) benannten. Als Ingenieur im Mineralogischen Labor der französischen Atomenergiekommission in Paris trug er zur Identifizierung der meisten uranhaltigen Minerale bei.
Das Mineralogenteam sandte seine Untersuchungsergebnisse und den gewählten Namen 1971 zur Prüfung an die International Mineralogical Association (interne Eingangsnummer der IMA: 1971-046), die den Agrinierit als eigenständige Mineralart anerkannte. Die Erstbeschreibung wurde im Jahr darauf im Fachmagazin Mineralogical Magazine veröffentlicht. Die seit 2021 ebenfalls von der IMA/CNMNC anerkannte Kurzbezeichnung (auch Mineral-Symbol) von Agrinierit lautet „Agn“.
Das Typmaterial des Minerals wird an der Universität Pierre und Marie Curie, an der Mines ParisTech (École des mines de Paris) in Paris, Frankreich sowie im National Museum of Natural History in Washington, D.C., USA (Katalog-Nr. 137454) aufbewahrt.

## Klassifikation
In der veralteten 8. Auflage der Mineralsystematik nach Strunz ist der Agrinierit noch nicht verzeichnet.
In der zuletzt 2018 überarbeiteten Lapis-Systematik nach Stefan Weiß, die formal auf der alten Systematik von Karl Hugo Strunz in der 8. Auflage basiert, erhielt das Mineral die System- und Mineralnummer IV/H.02-010. Dies entspricht der Klasse der „Oxide und Hydroxide“ und dort der Abteilung „Uranyl([UO2]2+)-Hydroxide und -Hydrate“, wo Agrinierit zusammen mit Rameauit eine unbenannte Gruppe mit der Systemnummer IV/H.02 bildet.
Die von der IMA zuletzt 2009 aktualisierte 9. Auflage der Strunz’schen Mineralsystematik ordnet den Agrinierit ebenfalls in die Abteilung der „Uranyl-Hydroxide“ ein. Diese ist weiter unterteilt nach der möglichen Anwesenheit zusätzlicher Kationen und der Kristallstruktur. Das Mineral ist hier entsprechend seiner Zusammensetzung und seinem Aufbau in der Unterabteilung „Mit zusätzlichen Kationen (K, Ca, Ba, Pb usw.); mit vorwiegend UO2(O,OH)5 pentagonalen Polyedern“ zu finden ist, wo es zusammen mit Compreignacit und Rameauit die „Compreignacitgruppe“ mit der Systemnummer 4.GB.05 bildet.
In der vorwiegend im englischen Sprachraum gebräuchlichen Systematik der Minerale nach Dana hat Agrinierit die System- und Mineralnummer 05.05.01.01. Auch dies entspricht der Klasse der „Oxide und Hydroxide“ und dort der Abteilung „Uran- und thoriumhaltige Oxide“, wo das Mineral als einziges Mitglied in einer unbenannte Gruppe mit der Systemnummer 05.05.01 innerhalb der Unterabteilung „Uran- und thoriumhaltige Oxide, die Alkali- und Erdalkalimetall-Elemente enthalten (wasserhaltig)“ zu finden ist.

## Chemismus
Die chemische Analyse des gefundenen Materials ergab eine durchschnittliche Zusammensetzung von 2,05 % SrO, 3,35 % K2O, 2,20 % CaO, 85,15 % UO3 und 7,45 % H2O, was der idealisierten Oxidformel 2(K2,Ca,Sr)O·6UO3·8H2O entspricht.
Gemäß der Kristallchemischen Strukturformel nach Strunz wird die Zusammensetzung mit (K2,Ca,Sr)[(UO2)3|O3|(OH)2]·3H2O angegeben. Die in den runden Klammern angegebenen Elemente Kalium, Calcium und Strontium können sich dabei in der Formel jeweils gegenseitig vertreten (Substitution, Diadochie), stehen jedoch immer im selben Mengenverhältnis zu den anderen Bestandteilen des Minerals.
Nach einer Neuanalyse der Struktur durch Christopher L. Cahill, Peter C. Burns wurde die empirische chemische Zusammensetzung mit K2(Ca0,65Sr0,35)[(UO2)3O3(OH)2]2·5H2O redefiniert und die idealisierte Formel mit K2Ca[(UO2)3O3(OH)2]2·5H2O angegeben.

## Kristallstruktur
Agrinierit kristallisiert orthorhombisch in der Raumgruppe Cmmm (Raumgruppen-Nr. 65) mit den Gitterparametern a = 14,04 Å; b = 24,07 Å; c = 14,13 Å sowie 16 Formeleinheiten pro Elementarzelle.

## Eigenschaften
Das Mineral ist durch seinen Urangehalt von bis zu 71,48 % sehr stark radioaktiv. Unter Berücksichtigung der Mengenanteile der radioaktiven Elemente in der idealisierten Summenformel sowie der Folgezerfälle der natürlichen Zerfallsreihen wird für das Mineral eine spezifische Aktivität von etwa 127,958 kBq/g angegeben (zum Vergleich: natürliches Kalium 0,0312 kBq/g). Der zitierte Wert kann je nach Mineralgehalt und Zusammensetzung der Stufen deutlich abweichen, auch sind selektive An- oder Abreicherungen der radioaktiven Zerfallsprodukte möglich und ändern die Aktivität.

## Bildung und Fundorte

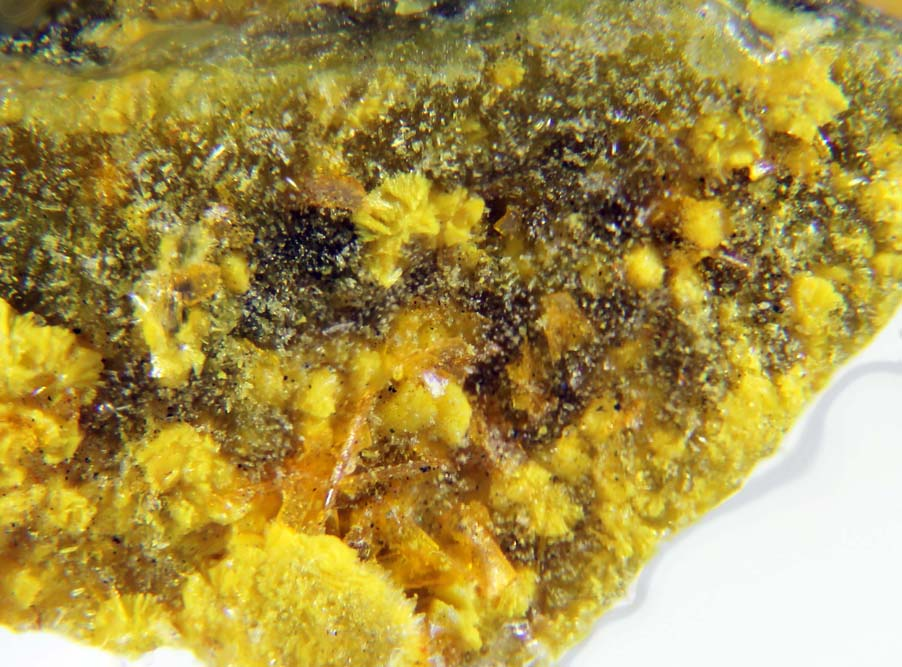
Strahlend gelbe Agrinierit-Kristalle

Agrinierit bildet sich in der Oxidationszone von Uran-Lagerstätten und wird dabei unter anderem von Uranophan und Gummit begleitet.
Außer seiner Typlokalität, der Urangrube von Margnac in Frankreich, sind bisher keine weiteren Fundorte für Agrinierit bekannt (Stand 2025).